# 柳生六郎
柳生 六郎（やぎゅう ろくろう、1893年8月28日 - 1983年5月26日）は、日本の鉱床探査技術者。愛知県名古屋市生まれ。

## 経歴・業績
第八高等学校を経て、1919年東京帝国大学理科大学地質学科を卒業。日本鉱業（現JX金属）の前身である久原鉱業に入社、調査課に勤務。1929年日本鉱業の創立から同社の鉱山部勤務となり、調査部門の業務を担当。この間、長年にわたって傘下の諸鉱山の地質調査・探査・探鉱・開発などを行った。特に福島県高玉鉱山の金鉱床については、鉱床の生成と母岩の変質に関する多くの事実を明らかにし、鉱化初期の珪化作用と後期のアルカリ化（氷長石化作用）の関係を論じた。これらの研究により、東京大学より理学博士の学位を取得。鉱山現業において、学究的な仕事をするのが困難な時代に、よく坑内外の調査研究を実施し、それを最新の鉱床成因論と結びつけ、探査を成功に導くという実例を多く残したことが特記される。鉱業審議会などに関与して、第二次世界大戦後の日本の鉱業復興のために尽力した功績も大きい。また日本地質学会における鉱床部会の立ち上げと、日本鉱山地質学会（現資源地質学会）の創立に努力し、その初代会長として、我が国の鉱床学・鉱床探査技術などの発展に寄与した。1980年日本地質学会名誉会員。